# Cadulus
Cadulus är ett släkte av blötdjur som beskrevs av Philippi 1844. Cadulus ingår i familjen Gadilidae.

## Dottertaxa tillsläktetCadulus, i alfabetisk ordning[1][2]
- Cadulus aequatorialis
- Cadulus amphora
- Cadulus ampullaceus
- Cadulus aratus
- Cadulus artatus
- Cadulus atlanticus
- Cadulus attenuatus
- Cadulus californicus
- Cadulus campylus
- Cadulus catharus
- Cadulus chuni
- Cadulus colliverae
- Cadulus congruens
- Cadulus cucurbitus
- Cadulus curtus
- Cadulus cyathoides
- Cadulus cylindratus
- Cadulus delicatulus
- Cadulus euloides
- Cadulus exiguus
- Cadulus florenciae
- Cadulus gibbus
- Cadulus glans
- Cadulus gracilis
- Cadulus jeffreysi
- Cadulus labeyriei
- Cadulus lunulus
- Cadulus macleani
- Cadulus minusculus
- Cadulus monterosatoi
- Cadulus obesus
- Cadulus occiduus
- Cadulus ovulum
- Cadulus parvus
- Cadulus platei
- Cadulus platensis
- Cadulus podagrinus
- Cadulus propinquus
- Cadulus rossoi
- Cadulus rudmani
- Cadulus scarabinoi
- Cadulus siberutensis
- Cadulus simillimus
- Cadulus simpsoni
- Cadulus sofiae
- Cadulus subfusiformis
- Cadulus teliger
- Cadulus tersus
- Cadulus thielei
- Cadulus transitorius
- Cadulus tumidosus
- Cadulus valdiviae
- Cadulus vincentianus
- Cadulus woodhousae